# گوزن خالدار فیلیپینی
گوزن خالدار فیلیپینی (نام علمی: Rusa alfredi) نام یک گونه از سرده گوزن‌های قهوه‌ای است.